# Expédition hammadide à Béja
Guerre hammadide-ziride
L'expedition des Hammadides à Béja en 1015 furent une rencontre militaire importante entre la dynastie des Hammadides dirigée par Hammad ibn Bologhine et la dynastie des Zirides, dirigée par Hashim, et leur émir Badis ibn Al-Mansur.

## Contexte
Après avoir confié le commandement sur trois provinces dans les domaines de Hammad à son fils Al-Muizz,. Badis ordonna à Hashim et Ibrahim (frére de Hammad) d'embarquer le 11 avril 1015. Ibrahim emporta avec lui 400,000 Dinars, ainsi que ces esclaves, sans rencontrer d'opposition de la part de Badis. Sachant que le frère de Hammad Ibrahim pourrait le trahir, Hashim ibn Ja'far présenta ses excuses à Badis, lui disant qu'il avait encore quelques affaires à régler a Béja,. Hashim promit de rattraper rapidement. Pendant ce temps, Ibrahim atteignit Tamditt, à deux jours de voyage de Laribus. Ibrahim écrivit alors à son frère Hammad pour le tenir informé de la situation. Hammad mobilisa trente mille cavaliers et partit. Lors de leur rencontre, les frères consultèrent et convinrent de se rebeller contre Badis,.

## Déroulement
Le 2 juin 1015, Badis forma une armée pour affronter Hammad. Badis ordonna à Hashim de se fortifier dans la cité de Shuqbanaria, située dans la ville d'El Kef. Hashim réussit à le faire, mais finit par être assiégé par Hammad et Ibrahim. Il décida alors de marcher vers Béja. Quand Hammad entendit que l'armée Ziride approchait, il essaya de tromper Badis en lui écrivant une lettre. En confirmant qu'il "n'avait pas rompu avec sa dynastie et qu'il n'avait pas dévié de son obéissance". Il l'informa également qu'il avait préparé un petit cadeau pour al-Muizz ibn Badis, le fils de Badis particulièrement 2,000 chevaux et 1,000 Dinars. Ibrahim fera la méme chose. Mais Hammad et Ibrahim continuèrent la guerre et massacrèrent les habitants de Béja, pillant tout ce qui se trouvait dans la ville, même après leur avoir promis protection. De plus, ils réussirent à prendre la richesse de Hisham et ses soldats,,.

## Conséquences
Après la conquête de Béja, Hammad incita le peuple de Tunis, majoritairement sunnite, à se révolter contre les Zirides chiites,. Leur leader, Mahrez ben Khalf, ordonna au peuple de Tunis de tuer les chiites de Tunis. En conséquence, plusieurs chiites furent tués au cours de l'année 1015 Badis craignait que ces événements ne ruinent leurs relations avec les Fatimides. Il envoya alors Yala ibn Farrah pour punir les criminels. Lorsque le peuple de Tunis entendit son arrivée, beaucoup envisagèrent de fuir la ville. Mahrez ibn Khalf, quant à lui, resta chez lui et écrivit une lettre à Badis, lui demandant de pardonner les actions du peuple de Tunis. Badis pardonna alors leur peuple. Cependant, il est dit qu'un des ministres de Badis se moqua de Mahrez. En conséquence, Badis ordonna que toutes ses dents soient arrachées. Tout cela continua jusqu'à la Bataille d'Oued Chelif entre Hammad et Badis, où beaucoup de l'armée de Hammad rejoignit Badis car Hammad avait tué des innocents après avoir capturé Béja.